# Chantal Blanc-Pamard
 (octobre 2011).
Si vous disposez d'ouvrages ou d'articles de référence ou si vous connaissez des sites web de qualité traitant du thème abordé ici, merci de compléter l'article en donnant les références utiles à sa vérifiabilité et en les liant à la section « Notes et références ».
Chantal Blanc-Pamard est une géographe française, née en 1948, directrice de recherche au CNRS, surtout connue pour ses travaux sur la lecture du paysage à Madagascar.

## Parcours professionnel
Après des études de géographie à l’université d’Aix-Marseille, Chantal Blanc-Pamard a rejoint l’Université Panthéon Sorbonne et l’EHESS. Elle a soutenu sa thèse de doctorat de troisième cycle en 1975 sur Un jeu écologique différentiel : Les Communautés rurales au fond du « V Baoulé », sous la direction de Gilles Sautter à l’Université Paris-I. Elle a intégré le CNRS en 1976 comme attachée de recherche. À partir de 1975, elle a assuré un enseignement dans une formation doctorale (EHESS, Paris-I, Paris-X), DEA puis Master 2 « Géographie des pays émergents et en développement » (Paris-I, Paris-VII) depuis 2005.
De 1992 à 2009, elle a été directrice de la collection « Parcours et paroles » des éditions Arguments-Quæ (Paris). Elle a fait partie des comités de rédaction de la collection « À travers champs » de l'IRD et des Cahiers d'études africaines.
Depuis 1970, elle est membre du Centre d’études africaines (UMR 194-EHESS/IRD), dont elle a assuré la direction de 1984 à 2004. Elle est également membre, depuis 1998, et vice-présidente, depuis 2004, de la section sciences géographiques et environnement du CTHS. Enfin, elle est actuellement directrice de recherche au CNRS.

## Recherches
Les recherches de Chantal Blanc-Pamard portent principalement sur la diversité et la dynamique des rapports nature-société. Ses terrains ont été dès 1971 la Côte d'Ivoire et secondairement le Mexique. Elle travaille sur Madagascar depuis 1980, plus particulièrement sur le paysage, les études de terroir, et les transformations du monde rural. L’analyse du paysage comme expression du réel et comme construction sociale constitue l’un de ses outils de prédilection. Elle a mis au point une méthode de lecture du paysage qui consiste à prendre en compte le point de vue des acteurs, leurs perceptions et représentations et leurs pratiques. Avec l’émergence des préoccupations environnementales liées à la déforestation, ses travaux sont ensuite consacrés à la dimension territoriale de la gestion de l’environnement qui contribue à une requalification des territoires, des savoirs et des pouvoirs. Dans le cadre du CTHS, elle participe à la connaissance de l'histoire des pratiques des géographes français.

## Publications

### Ouvrages
- Un jeu écologique différentiel : Les Communautés rurales du contact forêt-savane au fond du « V Baoulé » (Côte d'Ivoire), ORSTOM, Coll. « Travaux et documents », n° 107, Paris, 1979.
- Histoires de géographes, Paris, CNRS, Coll. « Mémoires et documents de géographie », 1991.
- La Transition caféière (côte Est de Madagascar), avec François Ruf, CIRAD, Coll. « Documents systèmes agraires », n° 16, Montpellier, 1992.
- Le Terroir et son double : Tsarahonenana (1966-1992) Madagascar, avec Hervé Rakoto Ramiarantsoa, postface de Joël Bonnemaison, coll. « À travers champs », Éditions de l'IRD, 2000.

### Articles et chapitres d'ouvrages
- « Du paddy pour les porcs : Dérives d'une société rizicole : L’exemple des Hautes Terres centrales de Madagascar », dans Études Rurales, n° spécial « Économie des vivres, vies de l'économie », no 99-100, 1985, pp. 327–345.
- « Dialoguer avec le paysage ou Comment l'espace écologique est vu et pratiqué par les communautés rurales des Hautes Terres malgaches », dans Y. Chatelin et G. Riou (éd.), Milieux et Paysages, Masson, Paris, 1986, pp. 17–35.
- « Événement, avènement ? À la recherche d'une nature partenaire », dans Marcel Jollivet (dir.), Sciences de la nature, sciences de la société : Les passeurs de frontières, CNRS, Paris, 1992.
- « La Moitié du quart : Une ethnographie de la crise à Tananarive et dans les campagnes de l'Imerina (Madagascar) », dans Natures, Sciences, Sociétés, n° 4, 1998, pp. 20–32.
- « Les Temps de l'environnement : D'un sauvetage technique à une gestion locale en Afrique et à Madagascar », avec Jean Boutrais, dans Regards sur l'Afrique : Historiens et géographes, n° 379, 2002.
- « L'Illusion participative : Exemples ouest-malgaches », avec Emmanuel Fauroux, dans Autrepart, n° 31, 2004, pp. 3–19.
- « Une alliance de disciplines sur une question environnementale : La Déforestation en forêt des Mikea (sud-ouest de Madagascar) », avec Pierre Milleville, Michel Grouzis, Florent Lasry et Samuel Razanaka, dans Natures Sciences Sociétés, 2005, vol. 13, pp. 7–20.
- (en) « Constructing Locality : The Terroir Approach in West Africa », avec Thomas Bassett et Jean Boutrais, dans Africa, n° spécial « Nature as Local Heritage in Africa », vol. 77, n° 1, 2007. (Texte intégral, consulté le 12 novembre 2011.)
- « La Gestion contractualisée des forêts en pays betsileo et tanala (Madagascar) : Les effets biaisés d’un modèle universel », avec Hervé Rakoto Ramiarantsoa, dans Revue européenne de géographie, Cybergeo, 2008.
- « L’Image du corps dans le paysage malgache », dans J.-L. Tissier, M.-C. Robic et Ph. Pinchemel (éd.), Deux siècles de géographie française : Une anthologie, Éditions du CTHS, 2011, pp. 452–454

### Éditions scientifiques
- Le Développement rural en questions, ORSTOM, coll. « Mémoires », n° 106, Paris, 1984.
- Série dynamique des systèmes agraires, Coll. « Colloques et séminaires », Éditions de l'ORSTOM, neuf ouvrages de 1985 à 1997.
- (en) Joël Bonnemaison, Culture and Space : Conceiving a New Cultural Geography, introduction par John Agnew, avec Maud Lasseur et Christel Thibault, IB Tauris, Londres, New York, 2005.
- David Rasamuel, Fanongoavana : Une capitale princière malgache du XIVe siècle, Éditions Arguments-Quae, Paris, 2007.

### Filmographie
- Le Maïs et la Cendre, film documentaire écrit et réalisé par Chantal Blanc-Pamard, versions française et malgache, 16 min, CNRS/CEA-GEREM-IRD/CNRE, IRD Audiovisuel, 1999.
- Pratiques paysannes et environnement dans le sud-ouest de Madagascar, avec P. Milleville, M. Grouzis, F. Lasry, S. Razanaka, Paris, IRD Eds, 2005.